# Тетерешть (Сату-Маре)
Тетерешть, Тетерешті (рум. Tătărești) — село у повіті Сату-Маре в Румунії. Входить до складу комуни Віїле-Сату-Маре.
Село розташоване на відстані 432 км на північний захід від Бухареста, 15 км на південний схід від Сату-Маре, 110 км на північний захід від Клуж-Напоки.

## Населення
За даними перепису населення 2002 року у селі проживали 620 осіб.
Національний склад населення села:
| Національність | Кількість осіб | Відсоток |
| -------------- | -------------- | -------- |
| румуни         | 417            | 67,3%    |
| цигани         | 195            | 31,5%    |
| угорці         | 7              | 1,1%     |

Рідною мовою назвали:
| Мова      | Кількість осіб | Відсоток |
| --------- | -------------- | -------- |
| румунська | 613            | 98,9%    |
| угорська  | 6              | 1,0%     |